# My Beautiful Laundrette
My Beautiful Laundrette (bra: Minha Adorável Lavanderia; prt: A Minha Bela Lavandaria) é um filme britânico de 1985 do gênero comédia dramática, dirigido por Stephen Frears  e estrelado por Saeed Jaffrey, Roshan Seth e Daniel Day-Lewis.

## Sinopse
Família paquistanesa vive em Londres, na esperança de conseguir as benesses prometidas por Margaret Thatcher. Entre seus vários negócios, geralmente ilegais, está uma lavanderia que acaba nas mãos de Omar. Para obter sucesso, Omar emprega um amigo dos tempos de escola, o punk Johnny. Uma paixão nasce entre os dois.

## Principais premiações
| Patrocinador                                  | Prêmio | Categoria                                                                | Situação           |
| --------------------------------------------- | ------ | ------------------------------------------------------------------------ | ------------------ |
| Academia de Artes e Ciências Cinematográficas | Oscar  | Melhor Roteiro Original                                                  | Indicado           |
| British Academy of Film and Television Arts   | BAFTA  | Melhor Ator Coadjuvante - Cinema (Saeed Jaffrey) Melhor Roteiro Original | Indicado           |
| National Board of Review                      | NBR    | Melhor Ator Coadjuvante (Daniel Day-Lewis) Dez Melhores Filmes de 1986   | Vencedor Escolhido |
| New York Film Critics Circle Awards           | NYFCC  | Melhor Ator Coadjuvante (Daniel Day-Lewis) Melhor Roteiro                | Vencedor           |

## Elenco
| Ator/Atriz         | Personagem |
| ------------------ | ---------- |
| Saeed Jaffrey      | Nasser     |
| Roshan Seth        | Hussein    |
| Daniel Day-Lewis   | Johnny     |
| Gordon Warnecke    | Omar       |
| Shirley Anne Field | Rachel     |
| Derrick Branche    | Salim      |